# Arctelep
Arctelep románul: Arți, falu Romániában, Erdélyben, Fehér megyében.

## Fekvése
Szászsebestől délre fekvő település.

## Története
Arctelep korábban Sugág része volt. Nevét 1913-ban említette először oklevél Arctelep néven, mint Sugág tartozékát. 1910-ben 321 román lakosa volt. 1956-ban vált külön 726 lakossal.
1966-ban 771 lakosából 770 román, 1 szlovák volt. 1977-ben 620, 1992-ben 456 román lakosa volt. 2002-ben pedig 307 lakosából 306 román, 1 magyar volt.